# 松館天満宮三台山獅子大権現舞

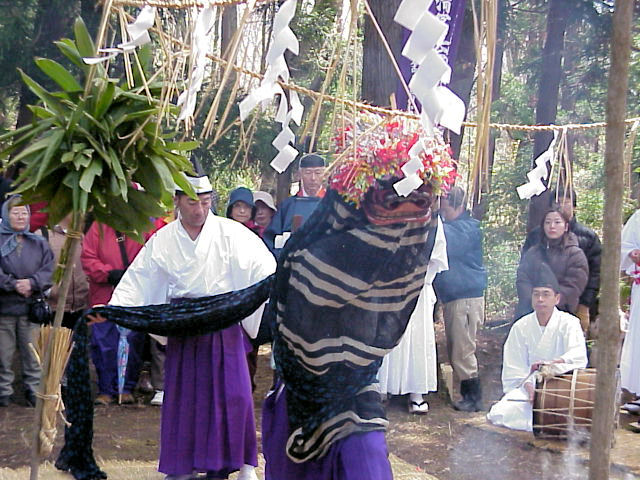
権現舞

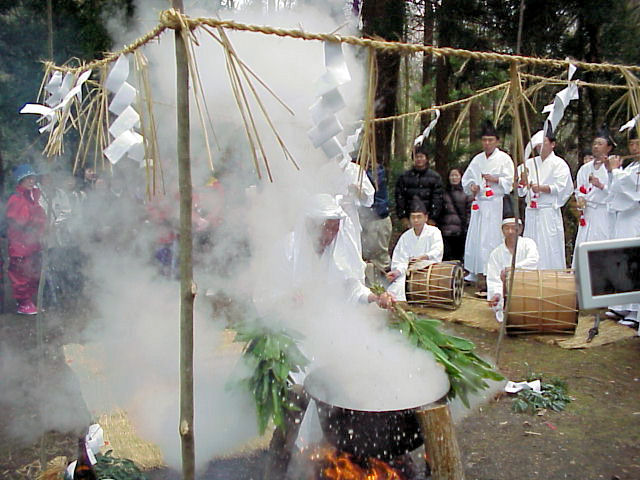
お湯立て神事

松館天満宮三台山獅子大権現舞（まつだててんまんぐうさんのだいさんししだいごんげんまい）は、秋田県鹿角市の無形民俗文化財。
毎年4月25日松舘菅原神社の例祭に奉納され、北東北に本格的な春を告げる舞楽である。また10月25日の秋祭りには権現舞のみが奉納される。

## 由来
正安2年（1300、また治安2年（1022）とも）、京都北野天満宮から「天満大自在綱乗天神宮（ご祭神菅原道真公）」を勧請して崇め、村中が万歳楽を唱えて舞い納めたのが起源とされている。
その後大正時代の前後、一時途絶えつつあったが、昭和12年（1937）に現在のような舞楽として再興された。
翌13年には日本放送協会秋田放送局のラジオ番組に出演し、東北地方などに放送された。
平成5年、秋田県無形民俗文化財に指定された。